# ファニア・レコード
ファニア・レコード（Fania Records）は、1964年にニューヨークで設立されたラテン音楽専門のレコード会社であり、サルサを代表するレコードレーベル。設立者はイタリア系アメリカ人弁護士のジェリー・マスッチ（Jerry Masucci）とドミニカ共和国出身のバンド・リーダーのジョニー・パチェーコ（Johnny Pacheco）。1970年代のサルサ界では圧倒的な存在感を誇り、数々のスター・アーティストを抱え多くのヒット作を製作した。
所属アーティストを集めて結成したファニア・オールスターズは中南米、ヨーロッパ、アフリカ、日本など世界各地で公演活動を行い、サルサを世界中に広める役割も果たした。ジャズに於けるブルーノート・レコードや、リズム・アンド・ブルースに於けるモータウン・レコードのように、サルサというジャンルを象徴する存在でもあった。ドキュメンタリー映画「アワ・ラテン・シング - ヌエストラ・コサ」- Our Latin Thing (Nuestra Cosa Latina、 1972年）は彼らのステージの熱気を伝える作品として知られる。

## 歴史
- 1964年 ニューヨークにて設立。
- 1967年 レイ・バレットを獲得。
- 1968年 ファニア・オールスターズを旗揚げ。レッド・ガーターにて公演。
- 1971年 ファニア・オールスターズがニューヨークのクラブ「チーター」にて公演。（翌年、このコンサートを主な題材にした映画「アワー・ラテン・シング」が公開される。）
- 1973年 ファニア・オールスターズがヤンキー・スタジアムにて公演。4万人の観衆を集める（翌年、このコンサートを主な題材にした映画「サルサ」が公開される。）。また、同年、バジャ・レーベル（Vaya）を立ち上げ、セリア・クルース（Celia Cruz）を獲得。
- 1974年 ファニア・オールスターズがザイールのキンシャサで開催されたブラック・ミュージック・フェスティヴァルに出演。
- 1975年 ティコ（Tico）、アレグレ（Alegre）などのラテン音楽のレーベルを買収。
- 1976年 ファニア・オールスターズがヨーロッパ公演および日本公演を行う。
- 1977年 ファニア・オールスターズがマディソン・スクエア・ガーデンにて公演。
- 1978年 ウィリー・コローンとルベーン・ブラデスによる「Siembra」を発表。ファニア・レーベル史上最高の売り上げを記録した。
- 1980年 ジェリー・マスッチがアルゼンチンへ移住。
- 1984年 ルベーン・ブラデスがエレクトラへ移籍。ウィリー・コローンがRCAに移籍。
- 1994年 会社設立30周年記念ファニア・オールスターズ公演をプエルトリコのサン・ファンにて開催。
- 2005年 マイアミのレコード会社であるイームジカ（Emusica）に買収される。
- 2016年 コンコードに買収される。[1]

## 主なアーティスト
- ジョニー・パチェーコ

- アダルベルト・サンチアゴ
- イスマエル・ミランダ
- アンディ・モンタニェス
- ウィリー・コローン
- エクトル・ラボー
- エディ・パルミエリ
- ジョー・バターン
- セリア・クルース
- チェオ・フェリシアーノ
- チャーリー・パルミエリ
- パポ・ルッカ
- ビリー・コブハム
- ファニア・オールスターズ
- ボビー・ヴァレンティン
- マヌ・ディバンゴ
- ラリー・ハーロウ
- ラルフィ・パガーン
- ルイス・ペリーコ・オルティス
- ルベーン・ブラデス
- レイ・バレット
- ロベルト・ロエーナ